# Touria Jebrane Kryatif
Touria Jabrane Kraytif (16 de octubre de 1952--24 de agosto de 2020) fue una actriz y política marroquí. Fue Ministra de Cultura del Gobierno de Abbas El Fassi.

## Biografía
Kryatif nació el 16 de octubre de 1952 en Casablanca con el nombre de Saadia Kraytif. Completó sus estudios primarios en Casablanca y se graduó en el Conservatorio Nacional del Ministerio de Estado a cargo de asuntos culturales y educación original.
En 1972, debutó en el escenario con la compañía Masra Ennas (el teatro popular), junto con Tayeb Saddiki. Fuera del teatro, también trabajó como actriz para la televisión marroquí y en cine. Realizó su primer papel cinematográfico en 1978, bajo la dirección de Mustapha Akkad, en la película Omar Al Mokhtar. Participó en muchas otras películas, en particular Título provisional de Mustapha Derkaoui en 1982, Bamou de Driss Mrini, también estrenada en 1982, o Noura de Driss Kettani en 1983. 

Nombrada ministra en 2007, reformó el fondo de apoyo al teatro, trató de fomentar la lectura, propuso boicotear la feria del libro en París en 2008, siendo Israel el invitado de honor y estableció un festival de música, pero con el consentimiento de los artistas por parte de las autoridades locales. El 29 de julio de 2009, con problemas de salud, fue reemplazada en su puesto por Bensalem Himmich.

## Reconocimientos
- Comandante de la Orden del Trono, distinción otorgada por el Rey Hassan II
- Caballeros de la Orden de las Artes y las Letras
- Medalla vermeil